# جيف سميث (لاعب كرة قدم)
جيف سميث (بالإنجليزية: Geoff Smith)‏ (14 مارس 1928 في المملكة المتحدة - 19 أكتوبر 2013 في المملكة المتحدة) هو لاعب كرة قدم بريطاني في مركز حراسة المرمى. لعب مع برادفورد سيتي ونادي نيلسون وRossendale United F.C. ‏.

## وصلات خارجية
- جيف سميث على موقع قاعدة بيانات كرة القدم.إي يو (الإنجليزية)